# Maestro (película)
Maestro es una película dramática biográfica estadounidense de 2023, centrada en la relación entre el compositor estadounidense Leonard Bernstein y su esposa Felicia Montealegre.
Fue dirigida por Bradley Cooper, a partir de un guion que escribió con Josh Singer. Fue producida por Cooper, Steven Spielberg, Kristie Macosko Krieger, Fred Berner y Amy Durning. La película está protagonizada por Carey Mulligan como Montealegre junto a Cooper como Bernstein; Matt Bomer, Maya Hawke y Sarah Silverman aparecen en papeles secundarios.
Maestro se estrenó en el 80.º Festival Internacional de Cine de Venecia el 2 de septiembre de 2023, donde estuvo nominada al León de Oro. La película se estrenó de forma limitada en cines el 22 de noviembre de 2023, antes de estrenarse en Netflix el 20 de diciembre. Recibió críticas positivas de los críticos y fue nombrada una de las 10 mejores películas de 2023 por la National Board of Review y el American Film Institute. También fue nominada a cuatro premios Globo de Oro.

## Sinopsis
Una película biográfica sobre la vida de Leonard Bernstein, centrada en su matrimonio con Felicia Montealegre.

## Elenco
- Bradley Cooper como Leonard Bernstein
- Carey Mulligan como Felicia Montealegre
- Matt Bomer como David Oppenheim
- Maya Hawke como Jamie Bernstein
- Sarah Silverman como Shirley Bernstein
- Michael Urie como Jerome Robbins
- Brian Klugman como Aaron Copland
- Josh Hamilton como John Gruen
- Gideon Glick como Tommy Cothran
- Sam Nivola como Alexander Bernstein

## Producción

### Desarrollo
El proyecto había estado en desarrollo en Paramount Pictures, con Martin Scorsese planeando inicialmente dirigir la película. Renunciaría como director para trabajar en The Irishman, lo que le permitió a Bradley Cooper unirse a la película en mayo de 2018 como director y protagonizar a Bernstein. Scorsese la produce junto a Todd Phillips y Steven Spielberg. Spielberg también estaba considerando inicialmente dirigir la película y se había acercado a Cooper para el rol protagónico, pero le ofreció el puesto de director a Cooper después de una proyección de A Star Is Born. En enero de 2020, el proyecto se trasladó a Netflix, y se esperaba que la filmación comenzara inicialmente en 2021.

### Reparto
En septiembre de 2020, el proyecto recibió el título de Maestro con Carey Mulligan uniéndose al reparo. También se anunció que el rodaje comenzaría en la primavera de 2021. En octubre, Jeremy Strong se incorporó como John Gruen. En marzo de 2022, Matt Bomer se unió al elenco. Bomer fue confirmado en abril, con Maya Hawke también anunciada como parte del reparto. En junio, Sarah Silverman fue elegida como la hermana de Bernstein, Shirley. En febrero de 2023, se anunció que Michael Urie aparecería en la película como Jerome Robbins.

### Filmación
Inicialmente, se esperaba que la película comenzara a filmarse el 5 de abril de 2021 en Los Ángeles, sin embargo, comenzó en mayo de 2022. La producción tuvo lugar en Tanglewood entre el 21 y el 26 de mayo, y en la ciudad de Nueva York. El rodaje también se llevó a cabo durante tres días en la Catedral de Ely en Inglaterra, entre el 20 y el 22 de octubre.

#### Críticas a la apariencia de Cooper
El uso por parte de Cooper de una prótesis nasal para representar a Bernstein ha sido criticado por algunos usuarios de las redes sociales como una caricatura antisemita. James Hirsh escribió en Canadian Jewish News, «no hay razón para creer que la decisión de usar una nariz postiza sea un acto deliberadamente antisemita [...] varios judíos participan en la producción. Y podría decirse que la prótesis ayuda con el parecido», pero reconoció que Cooper no es judío y no ha usado prótesis para interpretar a otros personajes o personas de la vida real como Joseph Merrick o Chris Kyle. Otros dijeron que en su lugar debería haber sido elegido un actor judío de igual fama como Jake Gyllenhaal.

## Recepción

### Crítica
Maestro recibió reseñas generalmente positivas de parte de la crítica y de la audiencia. En el sitio web agregador de reseñas Rotten Tomatoes, la película posee una aprobación de 80%, basada en 269 reseñas, con una calificación de 7.5/10 y un consenso crítico que dice "Dirigida por un par de poderosas actuaciones, Maestro sirve como una conmovedora descripción general de la vida y el legado de un tremendo talento". De parte de la audiencia tiene una aprobación de 80%, basada en más de 1000 votos, con una calificación de 4.1/5.
El sitio web Metacritic le dio a la película una puntuación de 77 de 100, basada en 60 reseñas, indicando "reseñas generalmente favorables". En el sitio IMDb los usuarios le asignaron una calificación de 7.0/10, sobre la base de más de más de 9 800 votos, mientras que en la página web FilmAffinity la película tiene una calificación de 6.1/10, basada en 619 votos.

### Premios y nominaciones
| Premio                                             | Fecha                   | Categoría                              | Nominados                                                                            | Resultado | Ref.   |
| -------------------------------------------------- | ----------------------- | -------------------------------------- | ------------------------------------------------------------------------------------ | --------- | ------ |
| Premios Óscar                                      | 10 de marzo de 2024     | Mejor película                         | Bradley Cooper, Steven Spielberg, Fred Burner, Amy Durning y Kristie Macosko Krieger | Nominada  | [ 23 ] |
| Premios Óscar                                      | 10 de marzo de 2024     | Mejor actor                            | Bradley Cooper                                                                       | Nominada  | [ 23 ] |
| Premios Óscar                                      | 10 de marzo de 2024     | Mejor actriz                           | Carey Mulligan                                                                       | Nominada  | [ 23 ] |
| Premios Óscar                                      | 10 de marzo de 2024     | Mejor guion original                   | Bradley Cooper y Josh Singer                                                         | Nominada  | [ 23 ] |
| Premios Óscar                                      | 10 de marzo de 2024     | Mejor fotografía                       | Mathew Libatique                                                                     | Nominada  | [ 23 ] |
| Premios Óscar                                      | 10 de marzo de 2024     | Mejor maquillaje y peluquería          | Kazu Hiro, Kay Georgiu y Lory McCoy-Bell                                             | Nominada  | [ 23 ] |
| Premios Óscar                                      | 10 de marzo de 2024     | Mejor sonido                           | Steven Morrow, Richard King, Jason Ruder, Tom Ozanich y Dean A. Zupancic             | Nominada  | [ 23 ] |
| American Film Institute                            | 12 de enero de 2024     | Top 10 Películas del Año               | Maestro                                                                              | Ganadora  | [ 24 ] |
| Camerimage                                         | 18 de noviembre de 2023 | Golden Frog                            | Matthew Libatique                                                                    | Nominado  | [ 25 ] |
| Premios de la Crítica Cinematográfica              | 14 de enero de 2023     | Mejor película                         | Maestro                                                                              | Pendiente |        |
| Premios de la Crítica Cinematográfica              | 14 de enero de 2023     | Mejor director                         | Bradley Cooper                                                                       | Pendiente |        |
| Premios de la Crítica Cinematográfica              | 14 de enero de 2023     | Mejor actor                            | Bradley Cooper                                                                       | Pendiente |        |
| Premios de la Crítica Cinematográfica              | 14 de enero de 2023     | Mejor actriz                           | Carey Mulligan                                                                       | Pendiente |        |
| Premios de la Crítica Cinematográfica              | 14 de enero de 2023     | Mejor guion original                   | Bradley Cooper y Josh Singer                                                         | Pendiente |        |
| Premios de la Crítica Cinematográfica              | 14 de enero de 2023     | Mejor fotografía                       | Matthew Libatique                                                                    | Pendiente |        |
| Premios de la Crítica Cinematográfica              | 14 de enero de 2023     | Mejor maquillaje                       | Kazu Hiro                                                                            | Pendiente |        |
| Premios de la Crítica Cinematográfica              | 14 de enero de 2023     | Mejor montaje                          | Michelle Tesoro                                                                      | Pendiente |        |
| Premios Gotham                                     | 27 de noviembre de 2023 | Tributo Icon & Creator                 | Bradley Cooper                                                                       | Ganador   | [ 26 ] |
| Premios Globo de Oro                               | 7 de enero de 2024      | Mejor película dramática               | Maestro                                                                              | Nominada  | [ 27 ] |
| Premios Globo de Oro                               | 7 de enero de 2024      | Mejor director                         | Bradley Cooper                                                                       | Nominado  | [ 27 ] |
| Premios Globo de Oro                               | 7 de enero de 2024      | Mejor actor - Drama                    | Bradley Cooper                                                                       | Nominado  | [ 27 ] |
| Premios Globo de Oro                               | 7 de enero de 2024      | Mejor actriz - Drama                   | Carey Mulligan                                                                       | Nominada  | [ 27 ] |
| Asociación de Críticos de Hollywood                | 26 de febrero de 2024   | Mejor película                         | Maestro                                                                              | Pendiente |        |
| Asociación de Críticos de Hollywood                | 26 de febrero de 2024   | Mejor director                         | Bradley Cooper                                                                       | Pendiente |        |
| Asociación de Críticos de Hollywood                | 26 de febrero de 2024   | Mejor actor                            | Bradley Cooper                                                                       | Pendiente |        |
| Asociación de Críticos de Hollywood                | 26 de febrero de 2024   | Mejor actriz                           | Carey Mulligan                                                                       | Pendiente |        |
| Asociación de Críticos de Hollywood                | 26 de febrero de 2024   | Mejor fotografía                       | Matthew Libatique                                                                    | Pendiente |        |
| Asociación de Críticos de Hollywood                | 26 de febrero de 2024   | Mejor peinado y maquillaje             | Kazu Hiro                                                                            | Pendiente |        |
| Asociación de Críticos de Hollywood                | 26 de febrero de 2024   | Mejor sonido                           | Maestro                                                                              | Pendiente |        |
| Middleburg Film Festival                           | 22 de octubre de 2023   | Premio al maquillador distinguido      | Kazu Hiro                                                                            | Ganador   | [ 28 ] |
| National Board of Review                           | 6 de diciembre de 2023  | Top 10 Películas                       | Maestro                                                                              | Ganadora  | [ 29 ] |
| Festival Internacional de Cine de Palm Springs     | 4 de enero de 2024      | Premio Estrella Internacional - Actriz | Carey Mulligan                                                                       | Ganadora  | [ 30 ] |
| Festival Internacional de Cine de Santa Bárbara    | 8 de febrero de 2024    | Mejor artista del año                  | Bradley Cooper                                                                       | Ganador   | [ 31 ] |
| Asociación de Críticos de Cine de San Luis         | 17 de diciembre de 2023 | Mejor película                         | Maestro                                                                              | Pendiente | [ 32 ] |
| Asociación de Críticos de Cine de San Luis         | 17 de diciembre de 2023 | Mejor actor                            | Bradley Cooper                                                                       | Pendiente | [ 32 ] |
| Asociación de Críticos de Cine de San Luis         | 17 de diciembre de 2023 | Mejor fotografía                       | Matthew Libatique                                                                    | Pendiente | [ 32 ] |
| Asociación de Críticos de Cine de San Luis         | 17 de diciembre de 2023 | Mejor montaje                          | Michelle Tosoro                                                                      | Pendiente | [ 32 ] |
| Asociación de Críticos de Cine de San Luis         | 17 de diciembre de 2023 | Mejor banda sonora                     | Maestro                                                                              | Pendiente | [ 32 ] |
| Asociación de Críticos de Cine de San Luis         | 17 de diciembre de 2023 | Mejor escena                           | Mahler’s Second Symphony in Ely Cathedral                                            | Pendiente | [ 32 ] |
| Festival Internacional de Cine de Venecia          | 9 de septiembre de 2023 | León de Oro                            | Bradley Cooper                                                                       | Nominado  | [ 33 ] |
| Festival Internacional de Cine de Venecia          | 9 de septiembre de 2023 | Queer Lion                             | Bradley Cooper                                                                       | Nominado  | [ 34 ] |
| Festival de Cine de Virginia                       | 29 de octubre de 2023   | Premio Craft                           | Kazu Hiro                                                                            | Ganador   | [ 35 ] |
| Asociación de Críticos de Cine de Washington D. C. | 10 de diciembre de 2023 | Mejor actor                            | Bradley Cooper                                                                       | Nominado  | [ 36 ] |
| Asociación de Críticos de Cine de Washington D. C. | 10 de diciembre de 2023 | Mejor fotografía                       | Matthew Libatique                                                                    | Nominado  | [ 36 ] |
| Asociación de Críticos de Cine de Washington D. C. | 10 de diciembre de 2023 | Mejor montaje                          | Michelle Tesoro                                                                      | Nominada  | [ 36 ] |